# Tribunal de Defensa de la Competencia
Tribunal de Defensa de la Competencia, Tribunal de Defensa de la Libre Competencia o Tribunal de la Competencia es, en general, un órgano judicial autónomo que tiene por objeto aplicar y controlar el cumplimiento de las normas sobre libre competencia, teniendo funciones preventivas o tutelares, consultivas y resolutivas.

## Tribunales de defensa de la competencia en los distintos países del mundo
- Tribunal Nacional de Defensa de la Competencia de Argentina (TNDC)
- Comisión Nacional de la Competencia (CNC) de España, anteriormente Tribunal de Defensa de la Competencia (TDC)
- Tribunal de la Competencia de Canadá (TC)
- Tribunal de Defensa de la Libre Competencia de Chile (TDLC)